# 패트릭 코빈
패트릭 앨런 코빈(Patrick Alan Corbin, 1989년 7월 19일 ~ )은 미국의 야구 선수로 내셔널리그 워싱턴 내셔널스의 투수이다.